# Francisco de Santa Maria (padre)
P.e Francisco de Santa Maria (Lisboa, 11 de Dezembro de 1653  - Lisboa, 3 de Novembro de 1713) foi um historiador que era cónego secular da Congregação de São João Evangelista, de que foi cronista da sua História e da do Reino de Portugal.
É recordado, essencialmente, pelo pioneirismo do «Anno Historico, Diario Portuguez…», ainda que o primeiro volume fosse editado em 1714, pouco depois da sua morte, e os restantes dois volumes em 1744.
Á sua memória dedicou um Elogio escrito Manuel da Cunha de Andrade, cavaleiro professo da Ordem de Cristo, e bacharel na Faculdade de Leis que saio impresso no ano de 1739.

## Biografia
Filho do capitão Manoel Correa, cavaleiro Fidalgo da Casa del Rei, e professo na Militar Ordem de Cristo, e de D. Maria da Silva de Azevedo.
Estudou no Colégio de Santo Antão, que se aplicou ao estudo da língua Latina, e Humanidades.
Ele detinha o título de Doutor em Teologia pela Universidade de Coimbra, tendo sido aí lente da mesma, de artes e filosofia.
Ascendendo ao topo hierárquico da sua Congregação, desempenhou os cargos de reitor do Convento de Santo Eloy de Lisboa, e tendo sido aí lente da mesma e de artes e que ascendeu a geral da mesma ordem.
Foi nomeado provedor do Hospital Real das Caldas da Rainha, da Santa Casa da Misericórdia, assim como não deixaria de aperfeiçoar os seus labores literários, teológicos e historiográficos.
Igualmente foi qualificador do Santo Ofício e examinador das três Ordens Militares.
Segundo alguns testemunhos, terá declinado o oferecimento de D. Pedro II de Portugal para assumir o bispado de Macau [1692].

## Obras
- Anno Histórico, Diário Portuguez, noticia abreviada de pessoas grandes, e cousas notaveis de Portugal…, revisto por Lourenço Justiniano da Anunciação, Officina de Domingos Gonçalves, Lisboa, 1744.[8]

De entre as obras de natureza declamatória/oratória, destacamos:
- Saphira Veneziana e Jacinto Portuguez. Vida, morte, heroicas virtudes... . e S. Lourenço Justiniano, e do veneravel P. António da Conceição…, Officina de Francisco Vilela, Lisboa, 1677;
- Sermão de Nossa Senhora do Valle, pregado no Real Convento de Sancto Eloy a 8 de Septembro de 1679..., Officina de Francisco Vilela, Lisboa, 1680;
- Sermão da quinta quarta-feira de Quaresma, na Capella Real da Universidade de Coimbra, Officina de Manuel Rodrigues de Almeida, Coimbra, 1685;[9]
- Sermão da Primeira Oitava de Paschoa…, Officina de Manuel Rodrigues de Almeida, Coimbra, 1685;
- Sermão da Visitação de Nossa Senhora, em a Sancta Casa da Misericordia de Lisboa a 2 de Julho de 1684…, Officina de Manuel Rodrigues de Almeida, Coimbra, 1685;[10]
- Aguia do Empyreo: excellencias do Discipulo amado, reduzidas a compendioso panegyrico…., Officina de Miguel Manescal, Lisboa, 1687; Sermões Vários…, vols. I-III, Officina de Manuel Lopes Ferreira, Lisboa, 1689; vols. IV-V, Officina da Congregação do Oratório, Lisboa, 1738;
- O Ceo Aberto na Terra. Historia das Sagradas Congregações dos Cónegos Seculares de São Jorge em Alga de Venesa, & de S. João Evangelista em Portugal..., Officina de Manuel Lopes Ferreira, Lisboa, 1697;
- Sermão do Auto da Fé, que se celebrou na praça do Rocio d’esta cidade de Lisboa, junto dos Paços da Inquisiçaõ, no anno de 1706…, Officina de Manuel & José Lopes Ferreira, Lisboa, 1706;
- Sermão gratulatorio e panegyrico prégado na Capella Real, na Festa dos Reis…, Officina de Manuel & José Lopes Ferreira, Lisboa, 1709;
- Justa defensa em três satisfacções apologeticas a outras tantas invectivas, com que o P. Fr. Manuel dos Sanctos sahiu á luz no seu livro «Alcobaça Illustrada» contra a Chronica da Congregação do Evangelista…, Officina de José Lopes Ferreira, Lisboa, 1711
- Justa defensa em três satisfaçoens Apologéticas a outras tantas invectivas com que o muito Reverendo P. Mestre Fr. Manoel dos Santos Monge Professo no Real Mosteiro de Alcobaça, Mestre em Theologia, e Chronista Geral da Ordem de S. Bernardo sahio à 1uz no seu livro intitulado Alcobaça Illustrada contra a Chronica da Congregaçaõ do Evangelista. Lisboa por Jozè Lopes Ferreira 1711. 4.
- Instrucçaõ, e Directorio para os Examinadores, e Examinados de todos os graos de Ordens, Officios, e Ministérios da Igreja com o preciso, e essencial, que deviaõ saber, e ser preguntados em seus exames. fol. M. S. Não ficou completo.